# فلورا نواپا
فلورانس نوانزوراهو نکیرو نواپا (به انگلیسی: Florence Nwanzuruahu Nkiru Nwapa؛ ۱۳ ژانویه ۱۹۳۱ – ۱۶ اکتبر ۱۹۹۳) که به نام فلورا نواپا (به انگلیسی: Flora Nwapa) شناخته شده‌است یک نویسنده اهل نیجریه بود که به عنوان مادر ادبیات مدرن آفریقایی از او یاد می‌شود. او پیشرو نسلی از زنان نویسنده آفریقایی بود؛ و با انتشار اولین رمان خود افورو (به انگلیسی: Efuru) توسط انتشارات کتاب‌های آموزشی هینمان در سال ۱۹۶۶ به عنوان اولین زن آفریقایی رمان‌نویس که آثارش به زبان انگلیسی در بریتانیا منتشر شد و در سطح بین‌المللی به رسمیت رسید مورد قدردانی است. در حالی که او هرگز خود را یک فمینیست نمی‌دانست بیشتر برای بازآفرینی زندگی و سنت از دید یک زن اگبو شناخته شده است.
نواپا همچنین برای کار دولتی در بازسازی پس از جنگ بیافرا شناخته شده است. به‌طور خاص او برای یتیمان و پناهندگانی که در طول جنگ آواره شدند کار کرد. او بیشتر به عنوان یک ناشر ادبیات آفریقایی و ارتقاء نقش زنان در جامعه خدمت کرد. فلورا نواپا با تأسیس نشریه تاتا در دهه ۱۹۷۰ یکی از اولین زنان آفریقایی ناشر است.

## میراث
فلورا نواپا موضوع یک فیلم مستند تحت عنوان «خانه نواپا» است که توسط اونیکا نوولو ساخته شده و برای اولین بار در ماه اوت سال ۲۰۱۶ به نمایش درآمد.
در ۱۳ ژانویه سال ۲۰۱۷ گوگل دودل با تغییر نشان خود در نیجریه ۸۶مین سالگرد تولد فلورا نواپا را بزرگداشت.